# Pridvorci (gmina Nevesinje)
Pridvorci (cyr. Придворци) – wieś w Bośni i Hercegowinie, w Republice Serbskiej, w gminie Nevesinje. W 2013 roku liczyła 134 mieszkańców.